# Jednosměrná funkce
Jednosměrná funkce, někdy též jednocestná funkce, je taková funkce, kterou lze snadno vyčíslit, ale je velmi obtížné z výsledku funkce odvodit její vstup. Ze zadaného x tedy lze snadno získat f(x), avšak výpočet inverzní funkce, získání x při znalosti f(x), je sice teoreticky možné, ale prakticky velmi obtížné. Důvodem je existence velmi vysokého počtu možných řešení, přičemž je nutné všechny ověřit, aby skutečné řešení bylo nalezeno a toto ověření by trvalo neúměrně dlouho (v praxi se požadují tisíce, miliardy i více let).
Na existenci jednosměrných funkcí spoléhá velká část asymetrické kryptografie.
V současné době není matematicky dokázáno, zda jednosměrné funkce vůbec existují. Důkaz existence by také znamenal, že P≠NP (naopak ani z důkazu nerovnosti těchto tříd složitosti existence jednosměrných funkcí nutně nevyplývá).

## Možné jednosměrné funkce
Mezi funkce, které jsou v současné době používány jako jednosměrné funkce, patří například následující:
- Násobení: Součin dvou (i velmi velkých) čísel lze spočítat snadno; nejrychlejší známý algoritmus pro rozklad velkých čísel na prvočinitele (faktorizace) vyžaduje čas {\displaystyle 2^{O\left({\sqrt {\log P\log \log P}}\right)}}, kde {\displaystyle P} je druhý největší prvočinitel faktorizovaného čísla.
- Rabinova funkce: Lze dokázat, že zjišťování druhé odmocniny modulo N je výpočetně ekvivalentní faktorizaci čísla N. Druhá mocnina na konečném tělese je tedy kandidátem na jednosměrnou funkci. (Viz též kvadratické reziduum.)
- Umocňování nad konečným tělesem: Výpočet diskrétního logaritmu se obecně pokládá za náročnou úlohu.
- Za další kandidáty se považují některé NP-úplné problémy jako např. problém batohu či subset sum.